# Paid
Paid és una pel·lícula estatunidenca del 1930 protagonitzada per Joan Crawford, Robert Armstrong, i Douglass Montgomery en una història sobre un exconvicte equivocadament acusat per venjança pels que l'enviaren a la presó. La pel·lícula va ser adaptada per Lucien Hubbard i Charles MacArthur de l'obra Within the Law de Bayard Veiller, i va ser dirigida i produïda per Sam Wood.

## Argument
Injustament enviat a la presó, Mary Turner (Crawford) pensa a venjar-se dels que el van enviar allà - el fiscal Demarest (Hale Hamilton) i Edward Gilder (Purnell Pratt). Una vegada alliberada coneix Joe Garson (Armstrong), un estafador experimentat, i junts tramen la venjança. En un pas ambiciós, Mary es casa amb el fill del seu enemic Bob Gilder (Douglass). Al final, s'enfronta amb el seu passat i busca la pau abans més la revenja. Una subtrama implica un policia frustrat que captura Garson. El càsting inclou Marie Prevost i Polly Moran com els interns de presó amics de Mary.

## Repartiment
- Joan Crawford: Mary Turner
- Robert Armstrong: Joe Garson
- Marie Prevost: Agnes 'Aggie' Lynch
- Douglass Montgomery: Bob Gilder
- John Miljan: Inspector Burke
- Purnell Pratt: Edward Gilder
- Hale Hamilton: Fiscal de districte Demarest
- Robert Emmett O'Connor: Sergent Cassidy
- Tyrell Davis: Eddie Griggs
- William Bakewell: B.M. Carney
- George Cooper: Red
- Gwen Lee: Bertha

## Rebuda
Photoplay va comentar, "La història és absorbent i Joan està simplement gran"! El New York Times destaca que "Miss Crawford i Miss Prevost estan molt bé en els seus papers."